# Myuriaceae
Myuriaceae là một họ rêu trong bộ Isobryales.